# Vieuphoria
Vieuphoria es el primer vídeo recopilatorio en vivo del grupo musical estadounidense The Smashing Pumpkins. El vídeo fue lanzado originalmente el 4 de octubre de 1994 en formato VHS y relanzado posteriormente el 26 de noviembre de 2002 en formato DVD-Video, por medio de la compañía discográfica Virgin Records.

## Lanzamiento
Este vídeo fue lanzado originalmente el 4 de octubre de 1994 en formato VHS, en conjunto con Earphoria, un álbum promocional con el mismo contenido que el vídeo. Posteriormente, el vídeo fue relanzado el 26 de noviembre de 2002 en formato DVD-Video, junto con Earphoria, aunque esta vez el álbum pasaría a formar parte de la discografía oficial.

## Lista de canciones
EL VHS y el DVD incluyen las mismas canciones.
1. "Quiet" - live in Atlanta, 1993
2. "Disarm" - live on English TV, 1993
3. "Cherub Rock" (acoustic) - live on MTV Europe, 1993
4. "Today" - live in Chicago, 1993
5. "I Am One" - live in Barcelona, 1993
6. "Soma" - live in London, 1994
7. "Slunk" - live on Japanese TV, 1992
8. "Geek U.S.A." - live on German TV, 1993
9. "Mayonaise" (acoustic) - live everywhere, 1988-1994
10. "Silverfuck" - live in London, 1994

El DVD, además incluye una entrevista completa con Manny Chevrolet, además de un material denominado The Lost '94 Tapes, que fue encontrado por Billy Corgan poco tiempo antes del lanzamiento del DVD.
1. "Quiet"
2. "Snail"
3. "Siva"
4. "I Am One"
5. "Geek U.S.A."
6. "Soma"
7. "Hummer"
8. "Porcelina"
9. "Silverfuck"

## Personal
The Smashing Pumpkins
- Jimmy Chamberlin - Batería
- Billy Corgan - Voz, guitarra.
- James Iha - Guitarra, voz.
- D'arcy Wretzky - Bajo, voz. Percusión en "Mayonaise".

Músicos adicionales
- Eric Remschneider - Violonchelo eléctrico en "Soma", "Hummer" y "Porcelina".

Producción
- Modi – Dirección

- Datos: Q4992345